# Retrospective 2
Retrospective 2 è un album di raccolta del gruppo alternative metal statunitense Sevendust, pubblicato nel 2007.
Pubblicato anche come DVD con filmati della produzione degli album Next e Alpha, videoclip musicali e registrazioni video di concerti dal vivo.

## Tracce
1. Losing You – 4:30
2. The Rim – 3:15
3. Sleeper – 5:32
4. Hero (Live) – 4:32
5. Silence (Live) – 4:12
6. Deathstar (Live) – 5:09
7. Clueless (Live) – 4:13
8. Beg to Differ (Live) – 5:03
9. Alpha (Live) – 4:10

Tracce bonus
1. A Day in the Life of Sevendust
2. Ugly
3. Pieces
4. Too Close to Hate
5. Hero (Live)
6. Silence (Live)
7. Driven
8. Beg to Differ
9. The Rim
10. Deathstar (Live)
11. Clueless (Live)
12. Alpha (Live)
13. Bitch (Live)